# Linia kolejowa Görlitz – Dresden-Neustadt
Görlitz – Dresden-Neustadt – główna linia kolejowa nr 6212 w Niemczech, w kraju związkowym Saksonia. Jest to linia dwutorowa, w większości niezelektryfikowana, tylko na odcinku Dresden-Klotzsche – Dresden-Neustadt jest sieć zasilana napięciem zmiennym 15 kV 16,7 Hz AC.

## Historia
Budowa linii trwała etapami i tak pierwszy odcinek oddano 17 listopada 1845: Drezno – Radeberg, 22 grudnia 1845: Radeberg – Bischofswerda, 23 czerwca 1846: Bischofswerda – Bautzen, 23 grudnia 1846 roku: Bautzen – Löbau, 1 lipca 1847: Löbau – Reichenbach/O.L. i ostatni odcinek oddano 1 września 1847: Reichenbach/O.L. – Görlitz.